# قاصيوة (قاصيوة)
قاصيوة هو دُوَّار يقع بجماعة عين تمكناي، إقليم صفرو، جهة فاس مكناس في المملكة المغربية. ينتمي الدوّار لمشيخة قاصيوة التي تضم دوار واحد. يقدر عدد سكانه بـ 1474 نسمة حسب الإحصاء الرسمي للسكان والسكنى لسنة 2004.

## روابط خارجية
- البوابة الوطنية للجماعات الترابية نسخة محفوظة 12 مارس 2018 على موقع واي باك مشين.
- المندوبية السامية للتخطيط